# Alan Parker
Alan William Parker (Islington, Londres, Anglaterra, 14 de febrer de 1944 - Londres, 31 de juliol de 2020) va ser un director i productor de cinema, escriptor i actor britànic. Va treballar tant en la indústria del cinema del Regne Unit com en la de Hollywood i va ser un dels fundadors del Director's Guild de Gran Bretanya. Entre els seus treballs més coneguts estan L'Exprés de Mitjanit (1978), Fama (1980) i El mur de Pink Floyd (1982). Les seves pel·lícules van aconseguir en total deu premis Oscar i dinou Bafta. En 1985 va aconseguir el gran premi del Festival de Cannes per la seva pel·lícula Birdy (1984).

## Biografia
Va néixer en el si d'una família de classe obrera. La seva mare, Elsie Ellen, era modista i el seu pare, William Leslie Parker, un pintor de cases. Va anar a l'escola secundària fundada en Islington per Dona'm Alice Owens. En els anys de la dècada de 1960 va deixar els estudis i va ser contractat en agències de publicitat com a redactor. Aviat es va encarregar de dirigir la filmació dels anuncis. Els seus treballs més famosos i duradors en aquesta època van sorgir en l'agència Collett, Dickenson i Pearce de Londres. Entre ells l'anunci per a la casa de vermuts Cinzano, protagonitzat per Leonard Rossiter i Joan Collins exhibit al Regne Unit.
Els seus començaments al cinema coincideixen amb la seva trobada amb el productor David Puttnam, qui va produir el 1971 la pel·lícula Melody, un dels guionistes de la qual era Parker. En endavant, Puttnam produiria diversos films de Parker, incloent L'Exprés de Mitjanit (1978), que va suposar el seu enlairament com a director. La pel·lícula s'ambienta en una presó turca i va ser una adaptació de la narració autobiogràfica de Billy Hayes, un estatunidenc detingut en 1970 amb uns quants quilos d'haixix en l'aeroport d'Istanbul condemnat a trenta anys de presó abans d'aconseguir escapar-se.
Amb aquesta obra va aconseguir l'elogi de la crítica i va aconseguir dues premis Óscar de l'acadèmia de Hollywood de 6 nominacions, entre elles les de «Millor Director» i «Millor Pel·lícula». La pel·lícula va estar prohibida a Turquia fins a 1993. Més tare, Parker tornaria a aspirar al premi a Millr Director per Crema Mississippi (1988), que va aconseguir altres sis nominacions, incloent «Millor Pel·lícula». Els seus últims treballs destacats van ser l'adaptació cinematogràfica de la novel·la Les cendres d'Àngela de Frank McCourt, que va realitzar en 1999, i La vida de David Gale de 2003, una crítica a la pena de mort.
També va dirigir diversos musicals, entre ells Bugsy Malone (1976), Fama (1980), El mur de Pink Floyd (1982), The Commitments (1991) i, el 1996, Evita.
Va morir el 31 de juliol de 2020 després d'una llarga malaltia segons va anunciar la família en un comunicat.

## Carrera

### 1962–1975: primers treballs i avenços
El seu primer treball va ser com a noi d'oficina de correus d’Ogilvy &amp; Mather, una agència de publicitat de Londres. Però més que res, va dir, volia escriure, i escriuria assaigs i anuncis en tornar a casa després de la feina. Els seus companys també el van animar a escriure, fet que aviat el va portar a ocupar un lloc de redactor a l'empresa. Parker va tenir feina en diferents agències durant els següents anys, després d'haver-se convertit en un expert com a redactor. Una d'aquestes agències va ser Collett Dickenson Pearce a Londres, on va conèixer per primera vegada els futurs productors David Puttnam i Alan Marshall, que després produirien moltes de les seves pel·lícules. Parker va acreditar a Puttnam per inspirar-lo i convèncer-lo perquè escrigués el seu primer guió de pel·lícula, Melody (1971).
El 1968, Parker havia passat de la redacció a dirigir amb èxit nombrosos anuncis de televisió. El 1970, es va unir a Marshall per muntar una empresa per fer anuncis. Aquesta empresa es va convertir finalment en una de les millors cases de producció comercials de Gran Bretanya, guanyant gairebé tots els grans premis nacionals i internacionals que es convoquen. Entre els seus anuncis premiats hi havia l'anunci del vermut Cinzano del Regne Unit (protagonitzat per Joan Collins i Leonard Rossiter) i un anunci de Heineken que utilitzava 100 actors. Parker va acreditar els seus anys escrivint i dirigint anuncis pel seu èxit posterior com a director de cinema:
| « | Mirant enrere, venia d'una generació de cineastes que no podien haver començat enlloc més que en anuncis, perquè en aquell moment no teníem indústria cinematogràfica al Regne Unit. Gent com Ridley Scott, Tony Scott, Adrian Lyne, Hugh Hudson i jo mateix. Així que els anuncis van demostrar ser increïblement importants. | » |

Després d'escriure el guió de la pel·lícula de Waris Hussein Melody el 1971, Parker va rodar la seva primera pel·lícula de ficció titulada No Hard Feelings el 1973, de la qual va escriure el guió. La pel·lícula és una desoladora història d'amor ambientada contra el Blitz de Londres durant la Segona Guerra Mundial, quan la Luftwaffe va bombardejar la ciutat durant 57 nits consecutives. Parker va néixer durant un d'aquells bombardeigs i va dir que «el nadó d'aquesta [pel·lícula] podria haver estat jo». Sense experiència en la direcció de llargmetratges, no va trobar suport financer i va decidir arriscar-se a utilitzar els seus propis diners i fons per hipotecar la seva casa per cobrir el cost. La pel·lícula va impressionar la BBC, que va comprar la pel·lícula i la va mostrar a la televisió uns anys més tard, el 1976. El productor de la BBC, Mark Shivas, també havia contractat a Parker per dirigir The Evacuees (1975), una història de la Segona Guerra Mundial escrita per Jack Rosenthal que es va mostrar com una «obra de teatre actual». El treball es va basar en fets reals que van implicar l'evacuació d'escolars del centre de Manchester. The Evacuees va guanyar un BAFTA al millor drama de televisió i també un Emmy al millor drama internacional.
A continuació, Parker va escriure i dirigir el seu primer llargmetratge, Bugsy Malone (1976), una paròdia de les primeres pel·lícules americanes de gàngsters i musicals americans, però amb actors únics. El desig de Parker en fer la pel·lícula era entretenir tant nens com adults amb un concepte i estil de pel·lícula únics:
| « | Havia treballat molt amb nens i en aquell moment tenia quatre fills molt petits. Quan tens nens petits així, ets molt sensible al tipus de materials que tenen a la seva disposició ... L'únic tipus de pel·lícules que van poder veure eren pel·lícules de Walt Disney ... Vaig pensar que estaria bé fer una pel·lícula per nens, i també pels adults que els havien de portar. Així que, per ser absolutament honest, Bugsy Malone va ser un exercici pragmàtic per entrar al cinema estatunidenc. | » |

La pel·lícula va rebre vuit nominacions als premis de l'Acadèmia Britànica i cinc premis, inclosos dos BAFTA per a Jodie Foster.

### 1978–1990: èxit posterior
A continuació, Parker va dirigir L'Exprés de Mitjanit (1978), basat en un relat real de Billy Hayes sobre el seu empresonament i la seva fugida d'una presó turca per intentar treure haixix de contraban fora del país. Parker va fer la pel·lícula per tal de fer alguna cosa radicalment diferent de Bugsy Malone, que ampliaria el seu estil de fer cinema. El guió va ser escrit per Oliver Stone en el seu primer guió, i va guanyar a Stone el seu primer premi de l'Acadèmia. La música va ser composta per Giorgio Moroder, que també va rebre el seu primer Oscar per la pel·lícula. L'Exprés de mirjanit va situar Parker com un «director de primer nivell», ja que tant ell com la pel·lícula van ser nominats a l'Oscar. L'èxit d'aquella pel·lícula també li va donar la llibertat a partir d'aleshores de dirigir pel·lícules de la seva pròpia elecció.
Després, Parker va dirigir Fama (1980), que segueix la vida de vuit estudiants durant els seus anys a la High School of Performing Arts de la ciutat de Nova York. Va ser un gran èxit de taquilla i va donar lloc a una sèrie de televisió derivada del mateix nom. Parker va afirmar que després de fer un drama seriós com L'Exprés de Mitjanit, volia fer una pel·lícula amb música, però molt diferent dels musicals típics del passat:
| « | No volia aquest tipus de musical MGM amb classe on t'aturis i després hi hagi el número musical. Volia que sortís en situacions reals, cosa que sí... Vaig anar a l'escola i vaig passar uns quants mesos amb els nens... Crec que moltes coses que hi vaig posar a la pel·lícula va sortir dels nens. | » |

L'actriu Irene Cara recorda que «el més agradable de la manera com l'Alan treballa amb tothom és que ens va permetre sentir-nos realment companys de classe». No obstant això, a Parker se li va negar el permís per utilitzar l'escola real retratada a la pel·lícula a causa de la notorietat que va aconseguir amb la seva pel·lícula anterior, L'Exprés de Mitjanit. El cap del districte escolar li va dir: «Senyor Parker, no ens podem arriscar a fer per als instituts de Nova York el mateix que va fer amb les presons turques».
La següent pel·lícula de Parker va ser Shoot the Moon (1982), la història d'una ruptura matrimonial que té lloc al nord de Califòrnia. Parker la defineix com «la primera pel·lícula per a adults que vaig fer». Va tornar a triar dirigir un tema clarament diferent de la seva pel·lícula anterior, explicant: «Intento fer un treball diferent. Crec que fent un treball diferent cada vegada, et manté creativament més fresc». Va descriure que el tema de la pel·lícula era sobre «dues persones que no poden viure juntes, però que tampoc es poden deixar anar l'una a l'altra. Una història d'amor que s'esvaeix, ràbia sense sentit i la inevitable traïció desconcertant als ulls dels nens». Els seus protagonistes, Albert Finney i Diane Keaton, van rebre nominacions als Globus d'Or per les seves actuacions.
La pel·lícula també va tenir un significat personal per a Parker, que va dir que es va veure obligat a examinar el seu propi matrimoni: «Va ser una pel·lícula dolorosa de fer per a mi perquè hi havia ressons de la meva pròpia vida. Es tractava d'una ruptura d'un matrimoni, i els nens de la història estaven molt a prop dels meus fills en edat. Shoot the Moon estava molt, molt a prop de la meva pròpia vida». Va passar dies amb l'escriptor Bo Goldman desenvolupant una història realista i afirma que el seu matrimoni es va fer «infinitament més fort» com a resultat de la pel·lícula.
També l'any 1982 Parker va dirigir una versió cinematogràfica de l'òpera rock conceptual de Pink Floyd, The Wall, protagonitzada pel líder de Boomtown Rats, Bob Geldof, com el rocker fictici "Pink". Parker va descriure més tard el rodatge com «una de les experiències més miserables de la meva vida creativa». Tot i que no va ser un èxit de taquilla, va rebre crítiques positives i es va convertir en un clàssic de culte.
Parker va dirigir Birdy (1984), protagonitzada per Matthew Modine i Nicolas Cage. Narra la història de dos amics de l'escola que han tornat de la Guerra del Vietnam, però que van resultar ferits tant psicològicament com física. Parker la va qualificar d'«història meravellosa» després d'haver llegit el llibre de William Wharton. No obstant això, a causa de la naturalesa de la història, no tenia ni idea de com convertir-la en una pel·lícula: «No sabia si podríeu agafar la poesia del llibre i fer-ne poesia cinematogràfica, o si un públic realment voldria això».
La pel·lícula es va convertir en un èxit de crítica. Richard Schickel diu que Parker havia «transcendit el realisme... [i] va aconseguir el seu millor record personal», mentre que Derek Malcolm considera que Birdy és «la pel·lícula més madura i potser la millor pel·lícula» de Parker. El missatge de la pel·lícula, escriu el crític Quentin Falk, és «afirmar amb alegria la vida», cosa que assenyala que és comú a bona part de l'obra de Parker. Afegeix que les pel·lícules de Parker aconsegueixen una barreja de «història forta i marc elegant», un estil que, segons ell, sol escapar a altres directors que confien massa en allò purament visual.
Continuant explorant diferents gèneres, Parker va fer una pel·lícula que unia el territori del terror i el thriller, El cor de l'àngel (1987), protagonitzada per Mickey Rourke, Lisa Bonet i Robert De Niro. Més tard va escriure que estava fascinat per la seva «fusió de dos gèneres: el noir, novel·la detectivesca de Raymond Chandler i el sobrenatural». La pel·lícula va ser una decepció a la taquilla i va rebre crítiques diverses en aquell moment, però des de llavors s'ha convertit en un clàssic de culte.
Amb Crema Mississippi (1988), Parker va rebre la seva segona nominació a l'Oscar al millor director. La pel·lícula es basa en una història real sobre els assassinats de tres treballadors dels drets civils el 1964, i és protagonitzada per Gene Hackman i Willem Dafoe. Hackman va ser nominada a millor actor, mentre que la pel·lícula va ser nominada a cinc Oscars més, inclosa la millor pel·lícula. Va guanyar a la millor fotografia.
Malgrat l'èxit comercial, Crema Mississippi va rebre crítiques considerables per centrar tres personatges blancs en una història sobre el moviment dels drets civils. Parker va escriure més tard: «Certament, els dos protagonistes de Mississippi Burning són blancs. En aquell moment la pel·lícula mai s'hauria fet si no ho fossin». Va intentar abordar això a la seva següent pel·lícula, Benvinguts al paradís (1990), sobre l'internament de japonesos-americans durant la Segona Guerra Mundial. Abans i després de fer la pel·lícula, va buscar l'aportació de la comunitat i va acceptar posar a l'actriu japonesa-nord-americana Tamlyn Tomita com a protagonista en lloc d'una actriu xinesa-nord-americana. No obstant això, la pel·lícula finalment es va enfrontar a crítiques similars a Crema Mississippi, per centrar-se en un personatge blanc interpretat per Dennis Quaid. Tal com va dir una dona que va néixer al camp d'internament del riu Gila al diari Rafu Shimpo: «Els meus pares van veure la pel·lícula i van dir que les escenes del campament eren autèntiques. Va ser interessant per a mi. Em va agradar». Tanmateix, va afegir: «Hauria preferit veure un actor japonès en el paper de Dennis Quaid».

### 1991–2003: Obres posteriors
El 1991 Parker va dirigir The Commitments, una comèdia sobre uns dublinesos de classe treballadora que formen una banda de soul. La pel·lícula va ser un èxit internacional i va donar lloc a un àlbum de banda sonora d'èxit. Per trobar un repartiment, Parker va visitar la majoria de les 1.200 bandes diferents que s'estimaven que van tocar a Dublín. Es va reunir amb més de 3.000 membres diferents de la banda. En lloc de triar actors coneguts, Parker diu que va triar músics joves, la majoria dels quals no tenien experiència d'actuació, per mantenir-se «verídics a la història». «Vaig fer que tothom estigui molt a prop del personatge que interpreten a la pel·lícula. Realment no actuen fora de qui són com a persones». Parker diu que volia fer la pel·lícula perquè podia relacionar-se amb les dificultats de la vida dels joves dublinesos, que venien d'un entorn de classe treballadora similar al nord de Londres.
El crític de cinema David Thomson observa que amb The Commitments, Parker «va mostrar una afició inusual per la gent, el lloc i la música. Va ser tan a prop com Parker ha arribat a l'optimisme». Parker va dir que va ser la pel·lícula «més agradable» que mai va fer.
La següent pel·lícula de Parker va ser El balneari de Battle Creek, una adaptació de la novel·la de TC Boyle sobre el doctor John Harvey Kellogg, l'excèntric inventor dels corn flakes (interpretat per Anthony Hopkins). La pel·lícula no va tenir èxit tant amb el públic com amb la crítica. No obstant això, el novel·lista Boyle es va mostrar satisfet amb l'adaptació, qualificant-la d'«atrevida, experimental, atrevida; és una cosa nova per l'amor de Déu, nou!... i terriblement divertida».
Evita (1996), va ser un altre musical, protagonitzat per Madonna, Antonio Banderas i Jonathan Pryce. La partitura d’Andrew Lloyd Webber i Tim Rice es va originar a partir del musical anterior. Parker recorda el fort desig de Madonna d'interpretar el paper d'Evita, que «per a ella, ningú no podia interpretar l'Evita tan bé com ella, i va dir que cantaria, ballaria i actuaria amb el cor... i això és exactament el que va fer». Evita va ser nominada a cinc premis de l'Acadèmia, guanyant l'Oscar a la millor cançó original, que va ser cantada per Madonna.
La següent pel·lícula de Parker va ser Angela's Ashes (1999), un drama basat en les experiències de la vida real del professor irlandès-nord-americà Frank McCourt i la seva infància. La seva família es va veure obligada a traslladar-se dels Estats Units a Irlanda a causa de dificultats econòmiques, la qual cosa va provocar els problemes de la família causats per l'alcoholisme del seu pare.
Colm Meaney, que va actuar a The Commitments, va notar el canvi dramàtic en el tema i l'estil de les pel·lícules de Parker. Va dir que «és la varietat del seu treball el que em sorprèn. Pot passar d’Evita a Angela's Ashes». Afegeix que «quan l'Alan comenci un projecte, serà una cosa molt interessant». Parker va explicar que fer una història com Angela's Ashes era simplement la seva «reacció a una gran pel·lícula» com Evita. Va dir que va intentar evitar les «pel·lícules òbvies», dient «Vols que la pel·lícula quedi en el record de la gent després... Només em sembla que el crim més gran és fer només una altra pel·lícula». Parker va dir que és important triar amb cura quines pel·lícules escriure i dirigir:
| « | El meu mentor va ser el gran director, Fred Zinnemann, a qui vaig mostrar totes les meves pel·lícules fins que va morir. Em va dir una cosa que sempre intento mantenir al meu cap cada vegada que decideixo quina pel·lícula faré a continuació. Em va dir que fer una pel·lícula era un gran privilegi i que no l'has de perdre mai. | » |

Per tant, quan Parker va visitar escoles de cinema i va parlar amb joves cineastes, els va dir que la nova tecnologia cinematogràfica disponible per fer pel·lícules i explicar una història és menys important que transmetre un missatge: «Si no tens res a dir, no crec que hagis de ser cineasta».
El crític de cinema britànic Geoff Andrew va descriure Parker com un «narrador natural» que va transmetre el seu missatge utilitzant «il·luminació dramàtica, caracterització vívida, escenes de conflicte violent que interrompen regularment seqüències de diàlegs expositius i una simpatia permanent pel desfavorit (és un liberal nascut). amb un agut sentiment d'injustícia)».
Parker va produir i dirigir The Life of David Gale (2003), un thriller policial, protagonitzat per Kevin Spacey i Kate Winslet. Explica la història d'un defensor de l'abolició de la pena capital que es troba en el corredor de la mort després d'haver estat condemnat per l'assassinat d'un company activista. La pel·lícula va rebre crítiques generalment pobres. A Roger Ebert no li va agradar la pel·lícula, i va qualificar la història de tonta, tot i que va dir que l'actuació estava esplendidíssim.

## Premis i reconeixements
En 2002 va ser nomenat comanador de l'Orde de l'Imperi Britànic i en 2005 va rebre un Doctorat Honoris causa en Belles arts per la Universitat de Sunderland, el rector de la qual és David Puttnam.

## Filmografia
- 1976: Bugsy Malone. La seva primera pel·lícula. Va ser nominada a vuit premis de l'Acadèmia Britànica de cinema, dels quals va rebre cinco.es una pel·lícula musical sobre gàngsters que són nens. No hi ha bales, sinó pistoles de crema. Intèrprets: Scott Baio, Jodie Foster, Florrie Dugger, John Cassisi, Martin Lev, Paul Murphy, Andrew Paul.
- 1978: L'Exprés de Mitjanit. Va obtenir dos Oscar, de les 6 nominacions, i sis Globus d'Or. Després de traslladar-se a Los Angeles (Califòrnia), li van presentar a un jove i desconegut guionista, anomenat Oliver Stone. Amb Exprés de mitjanit, Parker es va adonar del poder que té una pel·lícula per a commoure al públic.
- 1980: Fama. Va aconseguir dos Oscar de les sis nominacions, i sis Globus d'Or. Va donar lloc a una sèrie TV de gran èxit.
- 1981: Shoot the Moon. Li va resultar difícil perquè li evocava la ruptura del seu propi matrimoni.
- 1982: El mur de Pink Floyd. A Alan Parker, l'aspecte visual de la pel·lícula li va interessar molt més que el missatge.
- 1984: Birdy, que va rebre el premi especial del Festival de Cannes. Amb Matthew Modine i Nicolas Cage (dos actors fins llavors desconeguts).
- 1987: El cor de l'àngel. Amb Mickey Rourke i Robert De Niro. Va ser classificada com a pel·lícula X inicialment als EUA , que va obligar a retallar algunes escenes. És una extraordinària mescla de cinema negre i santeria.
- 1988: Crema Mississippi. Amb Gene Hackman i Willem Dafoe. Set nominacions als Oscar. Va rebre tres premis de l'acadèmia britànica. Interessant pel·lícula sobre el racisme.
- 1990: Benvinguts al paradís. Amb Dennis Quaid. Alan Parker va insistir amb el tema d'aquesta pel·lícula perquè li semblava que no havia dit tot el que volia sobre el racisme.
- 1991: The Commitments. Va rebre el premi al millor director al Festival Internacional de Cinema de Tòquio. Va rebre quatre premis de l'Acadèmia Britànica. Va ser la primera experiència professional del més tard reeixit grup The Corrs.
- 1994: El balneari de Battle Creek. Escrita i dirigida per Alan Parker. Interpretada per Anthony Hopkins, Bridget Fonda, Matthew Broderick i John Cusack. Segons va comentar, la va fer perquè li venia de gust fer una pel·lícula divertida.
- 1996: Evita. Adaptació del musical d'Andrew Lloyd Webber. Escrita, dirigida i produïda per Alan Parker, qui volia fer una òpera teatral. Protagonitzada per Madonna i Antonio Banderas. Va guanyar tres Globus d'Or (un d'ells, per a Madonna) i el Oscar a la millor cançó original (You must love me, afegida per a la pel·lícula). Va ser nominada a altres quatre estatuetes. Encara que rodada en bona part en exteriors, i per tal sense les limitacions del teatre, va seguir al peu de la lletra les cançons, sense diàlegs addicionals. La música es va gravar abans del rodatge, i els actors havien de fer els seus papers seguint el playback.
- 1999: Angela's Ashes. Amb Emily Watson i Robert Carlyle. Va passar de la grandiositat d'Evita a la senzillesa d'aquesta pel·lícula. Però no va ser menys difícil, perquè en aquesta havia de treballar amb nens. Segons el propi director, «tractava de fer coses diferents, perquè la variació manté fresca la creativitat».
- 2003: The Life of David Gale Amb Kevin Spacey i Kate Winslet. Un al·legat contra la pena capital, va ser un fracàs en taquilla. Els crítics tampoc van estar satisfets amb aquest exercici fílmic.

## Premis i reconeixements
Premis Oscar
| Any  | Categoria       | Pel·lícula           | Resultat |
| ---- | --------------- | -------------------- | -------- |
| 1979 | Millor director | L'Exprés de Mitjanit | Nominat  |
| 1989 | Millor director | Crema Mississippi    | Nominat  |

Festival Internacional de Cinema de Canes
| Any  | Categoria            | Pel·lícula | Resultat  |
| ---- | -------------------- | ---------- | --------- |
| 1985 | Gran Premi del Jurat | Birdy      | Guanyador |

Premis BAFTA
| Any  | Categoria       | Pel·lícula           | Resultat  |
| ---- | --------------- | -------------------- | --------- |
| 1976 | Millor director | Bugsy Malone         | Nominat   |
| 1978 | Millor director | L'Exprés de Mitjanit | Guanyador |
| 1980 | Millor director | Fama                 | Nominat   |
| 1989 | Millor director | Crema Mississippi    | Nominat   |
| 1991 | Millor director | The Commitments      | Guanyador |

Medalles del Cercle d'Escriptors Cinematogràfics
| Any  | Categoria           | Pel·lícula          | Resultat  |
| ---- | ------------------- | ------------------- | --------- |
| 1999 | Premi internacional | Premi internacional | Guanyador |